# 乙二醇单乙醚
乙二醇单乙醚，结构式HOCH2CH2OC2H5。

## 性质
无色几乎无臭液体。与水、乙醇、丙酮、乙醚和液体酯类混溶，可溶解多种油类、蜡和树脂等。有毒，可经皮肤吸收。

## 制备
乙醇与环氧乙烷反应，经回收多余乙醇、碱中和、分馏、精馏，得到乙二醇单乙醚成品。
{\displaystyle \ H_{2}C(O)CH_{2}+C_{2}H_{5}OH\rightarrow C_{2}H_{5}OCH_{2}CH_{2}OH}

## 用途
用作天然树脂、合成树脂、假漆、硝基赛璐璐等的溶剂，油漆稀释剂，纺织纤维染色剂，皮革着色剂，脱漆剂和乳化液稳定剂等。